# Parasitica
De onderorde Parasitica, of de onderorde der sluipwespen, is een onderorde van de orde der vliesvleugeligen (Hymenoptera). De vroegere onderorde van de sluipwespen wordt tegenwoordig samengevoegd met de vroegere onderode van de angeldragers tot de onderorde Apocrita.